# IC 3568
IC 3568は、きりん座の方角に約1300パーセク（約4500光年）離れた位置にある惑星状星雲である。ポラリスから7.5°だけ離れている。比較的若い星雲で、直径はわずか約0.4光年である。この星雲は、既知の最も単純な星雲で、ほぼ完全な球である。レモンのスライスに非常に似た外見を持つ。星雲の核は目立った構造を持たず、ほぼイオン化したヘリウムで構成されている。中央の恒星は、非常に熱く明るい赤色巨星で、アマチュア望遠鏡では赤色から橙色に見える。星雲の周りは、薄いハロが取り巻いている。